# Дискография Green Day
Дискография «Green Day», панк-рок-группы из Калифорнии, включает 13 студийных альбомов, 44 сингла, 3 сборника и 5 концертных альбомов.
«Green Day» выпустили свои первые альбомы «39/Smooth» и «Kerplunk!» в 1990 и 1992 годах на независимом лейбле «Lookout! Records». После подписания контракта с «Reprise Records» в 1994 году вышел альбом «Dookie», имевший оглушительный успех. Было продано более 16 миллионов копий по всему миру, а группа попала в авангард панк-рока 1990-х. Следующие три альбома также были популярны, но не смогли приблизиться к успеху «Dookie». В 2004 году «Green Day» записали альбом-рок-оперу «American Idiot», позволивший группе завоевать молодую аудиторию: было продано более 12 миллионов копий. Последний на данный момент альбом группы, «Revolution Radio» вышел в октябре 2016 года.

## Альбомы

### Студийные альбомы
| Год  | Детали альбома                                                                             | Высшие позиции в чартах | Высшие позиции в чартах | Высшие позиции в чартах | Высшие позиции в чартах | Высшие позиции в чартах | Высшие позиции в чартах | Высшие позиции в чартах | Высшие позиции в чартах | Высшие позиции в чартах | Высшие позиции в чартах | Высшие позиции в чартах | Высшие позиции в чартах | Высшие позиции в чартах | Высшие позиции в чартах | Высшие позиции в чартах | Высшие позиции в чартах | Высшие позиции в чартах | Высшие позиции в чартах | Сертификация                                                                      |
| Год  | Детали альбома                                                                             | US                      | AUS                     | AUT                     | BEL                     | CAN                     | DEN                     | FIN                     | FRA                     | GER                     | IRL                     | ITA                     | JPN                     | NLD                     | NZ                      | NOR                     | SWE                     | SWI                     | UK                      | Сертификация                                                                      |
| ---- | ------------------------------------------------------------------------------------------ | ----------------------- | ----------------------- | ----------------------- | ----------------------- | ----------------------- | ----------------------- | ----------------------- | ----------------------- | ----------------------- | ----------------------- | ----------------------- | ----------------------- | ----------------------- | ----------------------- | ----------------------- | ----------------------- | ----------------------- | ----------------------- | --------------------------------------------------------------------------------- |
| 1990 | 39/Smooth - Выход: 13 апреля 1990 - Лейбл: Lookout! (22) - Формат: LP, CS                  | —                       | —                       | —                       | —                       | —                       | —                       | —                       | —                       | —                       | —                       | —                       | —                       | —                       | —                       | —                       | —                       | —                       | —                       |                                                                                   |
| 1992 | Kerplunk - Выход: 17 января 1992 - Лейбл: Lookout! (46) - Формат: CD, CS, LP               | —                       | —                       | —                       | —                       | —                       | —                       | —                       | —                       | —                       | —                       | —                       | —                       | —                       | —                       | —                       | —                       | —                       | —                       | - US: Платиновый                                                                  |
| 1994 | Dookie - Выход: 1 февраля 1994 - Лейбл: Reprise (45529) - Формат: CD, CS, LP               | 2                       | 1                       | 4                       | 1                       | 1                       | —                       | 5                       | —                       | 4                       | 38                      | —                       | 32                      | 5                       | 1                       | 9                       | 3                       | 6                       | 13                      | - AUS: 4× Платиновый - CAN: Бриллиантовый - UK: 3× Платиновый - US: Бриллиантовый |
| 1995 | Insomniac - Выход: 10 октября 1995 - Лейбл: Reprise (46046) - Формат: CD, CS, LP           | 2                       | 5                       | 2                       | 17                      | 4                       | —                       | 1                       | —                       | 12                      | —                       | —                       | 12                      | 22                      | 5                       | 27                      | 5                       | 8                       | 8                       | - CAN: 2× Платиновый - UK: Платиновый - US: 2× Платиновый                         |
| 1997 | Nimrod - Выход: 14 октября 1997 - Лейбл: Reprise (46794) - Формат: CD, HDCD, CS, LP        | 10                      | 3                       | 28                      | —                       | 4                       | —                       | 40                      | 43                      | 31                      | 34                      | —                       | 7                       | 80                      | 22                      | —                       | 36                      | 33                      | 11                      | - AUS: 3× Платиновый - CAN: 2× Платиновый - UK: Серебряный - US: 2× Платиновый    |
| 2000 | Warning: - Выход: 3 октября 2000 - Лейбл: Reprise (48038) - Формат: CD, CS, LP             | 4                       | 7                       | 14                      | _                       | 2                       | —                       | —                       | 58                      | 21                      | 13                      | 8                       | 2                       | 84                      | 20                      | —                       | 25                      | 11                      | 4                       | - AUS: Платиновый - CAN: Платиновый - UK: Золотой - US: Платиновый                |
| 2004 | American Idiot - Выход: 21 сентября 2004 - Лейбл: Reprise (48850) - Формат: CD, ЦД, LP     | 1                       | 1                       | 1                       | 7                       | 1                       | 4                       | 2                       | 4                       | 3                       | 1                       | 5                       | 3                       | 4                       | 2                       | 1                       | 1                       | 1                       | 1                       | - AUS: 6× Платиновый - CAN: 6× Платиновый - UK: 6× Платиновый - US: 6× Платиновый |
| 2009 | 21st Century Breakdown - Выход: 15 мая 2009 - Лейбл: Reprise (517153) - Формат: CD, ЦД, LP | 1                       | 2                       | 1                       | 2                       | 1                       | 1                       | 3                       | 1                       | 1                       | 1                       | 1                       | 1                       | 4                       | 1                       | 1                       | 1                       | 1                       | 1                       | - AUS: Платиновый - CAN: 2× Платиновый - UK: Платиновый - US: Платиновый          |
| 2012 | ¡Uno! - Выход: 25 сентября 2012 - Лейбл: Reprise (517153) - Формат: CD, ЦД, LP             | 2                       | 3                       | —                       | —                       | 3                       | —                       | —                       | 12                      | 3                       | 3                       | —                       | 3                       | 8                       | 2                       | —                       | —                       | —                       | 2                       | - AUS: - CAN: - UK: - US:                                                         |
| 2012 | ¡Dos! - Выход: 13 ноября 2012 - Лейбл: Reprise (517153) - Формат: CD, ЦД, LP               | —                       | —                       | —                       | —                       | —                       | —                       | —                       | —                       | —                       | —                       | —                       | —                       | —                       | —                       | —                       | —                       | —                       | —                       | - AUS: - CAN: - UK: - US:                                                         |
| 2013 | ¡Tré! - Выход: 15 января 2013 - Лейбл: Reprise (517153) - Формат: CD, ЦД, LP               | —                       | —                       | —                       | —                       | —                       | —                       | —                       | —                       | —                       | —                       | —                       | —                       | —                       | —                       | —                       | —                       | —                       | —                       | - AUS: - CAN: - UK: - US:                                                         |
| 2016 | Revolution Radio - Выход: 7 октября 2016 - Лейбл: Reprise - Формат: CD, ЦД, LP             | 1                       | 2                       | 4                       | 2                       | 1                       | 31                      | 5                       | 16                      | 2                       | 1                       | 1                       | 8                       | -                       | 1                       | 8                       | 2                       | 2                       | 1                       |                                                                                   |
| 2020 | Father of All Motherfuckers - Выход: 2 июля 2020 - Лейбл: Reprise - Формат: CD, ЦД, LP     | 4                       | 1                       |                         |                         | 1                       |                         |                         |                         |                         |                         |                         |                         |                         |                         |                         |                         |                         |                         |                                                                                   |

### Концертные альбомы
| Год  | Детали альбома                                                                              | Высшие позиции в чартах | Высшие позиции в чартах | Высшие позиции в чартах | Высшие позиции в чартах | Высшие позиции в чартах | Высшие позиции в чартах | Высшие позиции в чартах | Высшие позиции в чартах | Высшие позиции в чартах | Высшие позиции в чартах | Высшие позиции в чартах | Высшие позиции в чартах | Высшие позиции в чартах | Высшие позиции в чартах | Высшие позиции в чартах | Высшие позиции в чартах | Высшие позиции в чартах | Высшие позиции в чартах | Сертификация                                     |
| Год  | Детали альбома                                                                              | US                      | AUS                     | AUT                     | BEL                     | CAN                     | DEN                     | FIN                     | FRA                     | GER                     | IRE                     | ITA                     | JPN                     | NLD                     | NZ                      | NOR                     | SWE                     | SWI                     | UK                      | Сертификация                                     |
| ---- | ------------------------------------------------------------------------------------------- | ----------------------- | ----------------------- | ----------------------- | ----------------------- | ----------------------- | ----------------------- | ----------------------- | ----------------------- | ----------------------- | ----------------------- | ----------------------- | ----------------------- | ----------------------- | ----------------------- | ----------------------- | ----------------------- | ----------------------- | ----------------------- | ------------------------------------------------ |
| 1996 | Foot in Mouth - Выход: 25 апреля 1996 - Лейбл: Reprise - Формат: CD                         | —                       | —                       | —                       | —                       | —                       | —                       | —                       | —                       | —                       | —                       | —                       | 45                      | —                       | —                       | —                       | —                       | —                       | —                       |                                                  |
| 1996 | Bowling Bowling Bowling Parking Parking - Выход: 25 июля 1996 - Лейбл: Reprise - Формат: CD | —                       | —                       | 34                      | —                       | —                       | —                       | —                       | —                       | —                       | —                       | —                       | 42                      | —                       | —                       | —                       | —                       | —                       | —                       |                                                  |
| 2001 | Tune In Tokyo - Выход: 21 августа 2001 - Лейбл: Reprise - Формат: CD                        | —                       | —                       | —                       | —                       | —                       | —                       | —                       | —                       | —                       | —                       | —                       | 29                      | —                       | —                       | —                       | —                       | —                       | —                       |                                                  |
| 2005 | Bullet in a Bible - Выход: 15 ноября 2005 - Лейбл: Reprise (49466) - Формат: CD/DVD         | 8                       | 8                       | 5                       | 34                      | 3                       | 15                      | 21                      | 21                      | 15                      | 8                       | 8                       | 11                      | 26                      | 5                       | 30                      | 7                       | 11                      | 6                       | - AUS: Платиновый - UK: Платиновый - US: Золотой |
| 2009 | Last Night on Earth: Live in Tokyo - Выход: 11 ноября 2009 - Лейбл: Reprise - Формат: CD    | 198                     | —                       | —                       | —                       | —                       | —                       | —                       | —                       | —                       | —                       | —                       | 11                      | —                       | —                       | —                       | —                       | —                       | —                       |                                                  |

### Сборники
| Год  | Детали                                                                              | Высшие позиции в чартах | Высшие позиции в чартах | Высшие позиции в чартах | Высшие позиции в чартах | Высшие позиции в чартах | Высшие позиции в чартах | Высшие позиции в чартах | Высшие позиции в чартах | Высшие позиции в чартах | Высшие позиции в чартах | Сертификация                                                        |
| Год  | Детали                                                                              | US                      | AUS                     | AUT                     | GER                     | IRE                     | ITA                     | JPN                     | NZ                      | SWI                     | UK                      | Сертификация                                                        |
| ---- | ----------------------------------------------------------------------------------- | ----------------------- | ----------------------- | ----------------------- | ----------------------- | ----------------------- | ----------------------- | ----------------------- | ----------------------- | ----------------------- | ----------------------- | ------------------------------------------------------------------- |
| 1991 | 1,039/Smoothed Out Slappy Hours - Выход: 1 июля 1991 - Лейбл: Lookout! - Формат: CD | —                       | —                       | —                       | —                       | —                       | —                       | —                       | —                       | —                       | —                       | - US: Золотой                                                       |
| 2001 | International Superhits! - Выход: 13 ноября 2001 - Лейбл: Reprise - Формат: LP, CD  | 40                      | 11                      | 48                      | 67                      | 13                      | 17                      | 4                       | 5                       | 61                      | 15                      | - AUS: 3× Платиновый - CAN: Золотой - UK: Платиновый - US: Platinum |
| 2002 | Shenanigans - Выход: 2 июля 2002 - Лейбл: Reprise - Формат: LP, CD                  | 27                      | —                       | 33                      | 100                     | 27                      | —                       | 13                      | —                       | —                       | 32                      |                                                                     |

### Мини-альбомы
| Год  | Детали альбома                                                       |
| ---- | -------------------------------------------------------------------- |
| 1989 | 1,000 Hours - Выход: Апрель 1989 - Лейбл: Lookout! - Формат: 7"      |
| 1990 | Slappy EP - Выход: Лето 1990 - Лейбл: Lookout! - Формат: 7"          |
| 1990 | Sweet Children - Выход: Лето 1990 - Лейбл: Skene! - Формат: 7"       |
| 1994 | Live Tracks - Выход: Середина 1994 - Лейбл: Reprise - Формат: CD     |
| 2009 | 21 Guns Live EP - Выход: Сентябрь 2009 - Лейбл: Reprise - Формат: ЦД |
| 2010 | 21 Guns EP - Выход: Февраль 2010 - Лейбл: Reprise - Формат: ЦД       |

## Синглы
| Год                       | Сингл                               | Высшие позиции в чартах | Высшие позиции в чартах | Высшие позиции в чартах | Высшие позиции в чартах | Высшие позиции в чартах | Высшие позиции в чартах | Высшие позиции в чартах | Высшие позиции в чартах | Высшие позиции в чартах | Высшие позиции в чартах | Высшие позиции в чартах | Высшие позиции в чартах | Высшие позиции в чартах | Высшие позиции в чартах | Высшие позиции в чартах | Сертификация                                   | Альбом                 |
| Год                       | Сингл                               | US                      | US Alt.                 | US Main.                | US Rock                 | AUS                     | AUT                     | BEL                     | CAN                     | CAN Alt.                | GER                     | IRE                     | NZ                      | NOR                     | SWE                     | UK                      | Сертификация                                   | Альбом                 |
| ------------------------- | ----------------------------------- | ----------------------- | ----------------------- | ----------------------- | ----------------------- | ----------------------- | ----------------------- | ----------------------- | ----------------------- | ----------------------- | ----------------------- | ----------------------- | ----------------------- | ----------------------- | ----------------------- | ----------------------- | ---------------------------------------------- | ---------------------- |
| 1994                      | «Longview»                          | 36[А]                   | 1                       | 13                      | —                       | 33                      | —                       | —                       | —                       | —                       | —                       | —                       | —                       | —                       | —                       | 30                      |                                                | Dookie                 |
| 1994                      | «Welcome to Paradise»               | 56[А]                   | 7                       | —                       | —                       | 44                      | —                       | —                       | —                       | —                       | —                       | —                       | 21                      | —                       | —                       | 20                      |                                                | Dookie                 |
| 1994                      | «Basket Case»                       | 26[А]                   | 1                       | 9                       | —                       | —                       | —                       | 49                      | 12                      | —                       | 18                      | 11                      | 21                      | 2                       | 3                       | 6                       |                                                | Dookie                 |
| 1995                      | «When I Come Around»                | 6[А]                    | 1                       | 2                       | —                       | 7                       | —                       | —                       | 3                       | —                       | 45                      | —                       | 4                       | —                       | 28                      | 27                      | US: Золотой                                    | Dookie                 |
| 1995                      | «She»                               | 41[А]                   | 5                       | 18                      | —                       | —                       | —                       | —                       | —                       | 2                       | —                       | —                       | —                       | —                       | —                       | —                       |                                                | Dookie                 |
| 1995                      | «J.A.R.»                            | 22[А]                   | 1                       | 17                      | —                       | —                       | —                       | —                       | 63                      | 1                       | —                       | —                       | —                       | —                       | —                       | —                       |                                                | Ангус (саундтрек)      |
| 1995                      | «Geek Stink Breath»                 | 27[А]                   | 3                       | 9                       | —                       | 40                      | —                       | —                       | 22                      | 1                       | 73                      | 16                      | 11                      | —                       | 28                      | 16                      |                                                | Insomniac              |
| 1995                      | «Stuck with Me»                     | —                       | —                       | —                       | —                       | 46                      | —                       | —                       | —                       | —                       | —                       | —                       | 40                      | —                       | —                       | 24                      |                                                | Insomniac              |
| 1996                      | «Brain Stew/Jaded»                  | 35[А]                   | 3                       | 8                       | —                       | —                       | —                       | —                       | 35                      | 1                       | —                       | —                       | —                       | —                       | —                       | 28                      |                                                | Insomniac              |
| 1996                      | «Walking Contradiction»             | 70[А]                   | 21                      | 25                      | —                       | —                       | —                       | —                       | —                       | 19                      | —                       | —                       | —                       | —                       | —                       | —                       |                                                | Insomniac              |
| 1997                      | «Hitchin' a Ride»                   | 59[А]                   | 5                       | 9                       | —                       | 26                      | —                       | —                       | 23                      | 1                       | —                       | —                       | —                       | —                       | —                       | 25                      |                                                | Nimrod                 |
| 1997                      | «Good Riddance (Time of Your Life)» | 11[А]                   | 2                       | 7                       | —                       | 2                       | —                       | —                       | 5                       | 7                       | —                       | —                       | 40                      | —                       | —                       | 11                      | CAN: Платиновый US: Платиновый                 | Nimrod                 |
| 1998                      | «Redundant»                         | —                       | 16                      | —                       | —                       | 50                      | —                       | —                       | —                       | 20                      | —                       | —                       | —                       | —                       | —                       | 27                      |                                                | Nimrod                 |
| 1999                      | «Nice Guys Finish Last»             | —                       | 31                      | —                       | —                       | —                       | —                       | —                       | —                       | —                       | —                       | —                       | —                       | 28                      | —                       | —                       |                                                | Nimrod                 |
| 2000                      | «Minority»                          | 101[Б]                  | 1                       | 15                      | —                       | 29                      | —                       | —                       | —                       | 2                       | —                       | 43                      | 39                      | —                       | —                       | 18                      |                                                | Warning                |
| 2000                      | «Warning»                           | 114[Б]                  | 3                       | 24                      | —                       | 19                      | —                       | —                       | —                       | —                       | —                       | 46                      | 37                      | —                       | —                       | 27                      |                                                | Warning                |
| 2001                      | «Waiting»                           | —                       | 26                      | —                       | —                       | —                       | —                       | 31                      | —                       | —                       | 23                      | —                       | 1                       | —                       | —                       | —                       |                                                | Warning                |
| 2001                      | «Macy’s Day Parade»                 | —                       | —                       | —                       | —                       | —                       | —                       | —                       | —                       | —                       | —                       | —                       | 1                       | —                       | —                       | —                       |                                                | Warning                |
| 2004                      | «I Fought the Law»[В]               | —                       | —                       | —                       | —                       | —                       | —                       | —                       | —                       | —                       | —                       | —                       | —                       | —                       | —                       |                         |                                                | без альбома            |
| 2004                      | «American Idiot»                    | 61                      | 1                       | 5                       | —                       | 7                       | 18                      | —                       | 1                       | —                       | 28                      | 12                      | 7                       | —                       | 18                      | 3                       | AUS: Золотой CAN: 2× Платиновый US: Платиновый | American Idiot         |
| 2004                      | «Shoplifter»[В]                     | —                       | —                       | —                       | —                       | —                       | —                       | —                       | —                       | —                       | —                       | —                       | —                       | —                       | —                       | —                       |                                                | без альбома            |
| 2004                      | «Boulevard of Broken Dreams»        | 2                       | 1                       | 1                       | 1                       | 5                       | 7                       | 2                       | —                       | —                       | 13                      | 2                       | 5                       | 4                       | 2                       | 5                       | AUS: Платиновый CAN: Золотой US: 2x Платиновый | American Idiot         |
| 2005                      | «Holiday»                           | 19                      | 1                       | 1                       | —                       | 24                      | 45                      | —                       | —                       | —                       | 50                      | 13                      | 13                      | 19                      | 25                      | 11                      | US: Платиновый                                 | American Idiot         |
| 2005                      | «Wake Me Up When September Ends»    | 6                       | 2                       | 12                      | —                       | 13                      | 15                      | —                       | —                       | —                       | 22                      | 13                      | 10                      | —                       | 21                      | 8                       | CAN: Золотой US: Платиновый                    | American Idiot         |
| 2005                      | «Jesus of Suburbia»                 | —                       | 27                      | —                       | —                       | 24                      | 55                      | —                       | —                       | —                       | 76                      | 26                      | 26                      | —                       | —                       | 17                      |                                                | American Idiot         |
| 2006                      | «The Saints are Coming» с U2        | 51                      | 22                      | 33                      | —                       | 1                       | 3                       | 2                       | 1                       | —                       | 6                       | 1                       | 4                       | 1                       | 4                       | 2                       |                                                | U218 Singles           |
| 2007                      | «Working Class Hero»[В]             | 53                      | 10                      | 18                      | —                       | —                       | —                       | —                       | 18                      | —                       | —                       | —                       | —                       | 8                       | 11                      | —                       |                                                | Instant Karma          |
| 2007                      | «The Simpsons Theme»[В]             | 106[Б]                  | —                       | —                       | —                       | —                       | —                       | —                       | 61                      | —                       | —                       | 15                      | —                       | —                       | 34                      | 19                      |                                                | без альбома            |
| 2009                      | «Know Your Enemy»                   | 28                      | 1                       | 1                       | 1                       | 20                      | 11                      | 26                      | 5                       | —                       | 14                      | 11                      | 13                      | 17                      | 8                       | 21                      | US: Золотой                                    | 21st Century Breakdown |
| 2009                      | «21 Guns»                           | 22                      | 3                       | 17                      | 5                       | 14                      | 17 10[Г]                | 19                      | 15                      | —                       | 13                      | 21                      | 3                       | 4                       | 2                       | 36                      | AUS: Золотой US: Платиновый                    | 21st Century Breakdown |
| 2009                      | «East Jesus Nowhere»                | —                       | 17                      | 32                      | 24                      | —                       | —                       | —                       | 71                      | —                       | —                       | —                       | —                       | —                       | —                       | —                       |                                                | 21st Century Breakdown |
| 2009                      | «21st Century Breakdown»            | —                       | —                       | —                       | —                       | —                       | —                       | 15                      | —                       | —                       | 71                      | —                       | —                       | —                       | —                       | —                       |                                                | 21st Century Breakdown |
| 2010                      | «Last of the American Girls»        | —                       | 26                      | —                       | 34                      | —                       | 29                      | 41                      | —                       | —                       | 45                      | —                       | —                       | —                       | —                       | —                       |                                                | 21st Century Breakdown |
| 2010                      | «When It’s Time»[В]                 | —                       | —                       | —                       | —                       | —                       | —                       | —                       | —                       | —                       | —                       | —                       | —                       | —                       | —                       | 68                      |                                                | American Idiot: TOBCR  |
| Синглов в первой десятке  | Синглов в первой десятке            | 3                       | 19                      | 10                      | 2                       | 5                       | 3                       | 2                       | 5                       | 7                       | 1                       | 2                       | 7                       | 5                       | 5                       | 5                       |                                                |                        |
| Синглов на вершине чартов | Синглов на вершине чартов           | 0                       | 9                       | 3                       | 1                       | 1                       | 0                       | 0                       | 2                       | 4                       | 0                       | 1                       | 1                       | 1                       | 0                       | 0                       |                                                |                        |

## Саундтреки
| Год  | Фильм/Игра                                  | Песня                                          |
| ---- | ------------------------------------------- | ---------------------------------------------- |
| 1994 | Бивис и Баттхед                             | «Longview»                                     |
| 1995 | The Jerky Boys                              | «2,000 Light Years Away»                       |
| 1995 | Angus                                       | «J.A.R.»                                       |
| 1995 | Бивис и Баттхед                             | «Basket Case»                                  |
| 1996 | Joe’s Apartment                             | «86»                                           |
| 1997 | Части тела                                  | «Tired of Waiting For You»                     |
| 1998 | Dirty Work                                  | «Burnout»                                      |
| 1999 | Студенческая команда                        | «Nice Guys Finish Last»                        |
| 1999 | Остин Пауэрс: Шпион, который меня соблазнил | «Espionage»                                    |
| 2000 | Так кончается мир                           | «Welcome to Paradise»                          |
| 2000 | What to Do?                                 | «Nice Guys Finish Last»                        |
| 2001 | Freddy Got Fingered                         | «Blood, Sex And Booze»                         |
| 2001 | Американский пирог 2                        | «Scumbag»                                      |
| 2002 | Новичок                                     | «Outsider»                                     |
| 2003 | Mayor of the Sunset Strip                   | «Longview» «Good Riddance (Time of Your Life)» |
| 2003 | Riding in Vans with Boys                    | «Hitchin' a Ride»                              |
| 2004 | High Chaparall                              | «Good Riddance (Time of Your Life)»            |
| 2004 | SCQ Reload Ok Ako!                          | «Boulevard of Broken Dreams»                   |
| 2004 | Madden NFL 2005                             | «American Idiot»                               |
| 2004 | Лас-Вегас                                   | «American Idiot»                               |
| 2004 | Третья смена                                | «Boulevard of Broken Dreams»                   |
| 2004 | Тайны Смолвилля                             | «Boulevard Of Broken Dreams»                   |
| 2005 | C.S.I.: Место преступления Нью-Йорк         | «Holiday»                                      |
| 2005 | Madden NFL 2006                             | «Wake Me Up When September Ends»               |
| 2005 | American Wasteland                          | «Holiday»                                      |
| 2006 | Бунтарка                                    | «Brain Stew»                                   |
| 2006 | Нас приняли!                                | «Holiday»                                      |
| 2007 | Punk’s Not Dead                             | «Welcome to Paradise»                          |
| 2007 | Лови волну                                  | «Holiday» «Welcome to Paradise»                |
| 2007 | Mighty Mr. Dennis Super-Hero                | «Working Class Hero»                           |
| 2007 | Симпсоны в кино                             | «The Simpsons Theme»                           |
| 2007 | The Last Lap                                | «Good Riddance (Time of Your Life)»            |
| 2008 | Ketnetpop                                   | «American Idiot»                               |
| 2009 | Трансформеры: Месть падших                  | «21 Guns»                                      |
| 2009 | Дневники вампира                            | «21 Guns»                                      |
| 2009 | Tony Hawk: Ride                             | «Murder City»                                  |
| 2009 | Офис                                        | «Boulevard of Broken Dreams»                   |
| 2010 | Waiting for Superman                        | «American Idiot»                               |
| 2010 | Dancing on Ice                              | «Know Your Enemy»                              |

## Видеография
| Год  | Детали альбома                                                      | Сертификация                       |
| ---- | ------------------------------------------------------------------- | ---------------------------------- |
| 2001 | International Supervideos! - Выход: 13 ноября 2001 - Лейбл: Reprise | - AUS: Платиновый - US: Платиновый |
| 2005 | Bullet in a Bible - Выход: 15 ноября 2005 - Лейбл: Reprise          | - AUS: Платиновый - UK: Платиновый |
| 2011 | Awesome as Fuck - Выход: March 22, 2011 - Лейбл: Reprise            | - GER: Золотой                     |

### Видеоклипы
| Год  | Песня                               | Режиссёр                            |
| ---- | ----------------------------------- | ----------------------------------- |
| 1994 | «Longview»                          | Марк Кор                            |
| 1994 | «Welcome to Paradise»               | Роберт Карузо                       |
| 1994 | «Basket Case»                       | Марк Кор                            |
| 1994 | «When I Come Around»                | Марк Кор                            |
| 1995 | «Geek Stink Breath»                 | Марк Кор                            |
| 1995 | «Stuck with Me»                     | Марк Кор                            |
| 1995 | «Brain Stew/Jaded»                  | Кевин Керслейк                      |
| 1996 | «Walking Contradiction»             | Роман Коппола                       |
| 1997 | «Hitchin' a Ride»                   | Марк Кор                            |
| 1997 | «Good Riddance (Time of Your Life)» | Марк Кор                            |
| 1998 | «Redundant»                         | Марк Кор                            |
| 1998 | «Nice Guys Finish Last»             | Эван Бернард                        |
| 1999 | «Last Ride In»                      | Лэнс Бэнгс                          |
| 2000 | «Minority»                          | Эван Бернард                        |
| 2000 | «Warning»                           | Фрэнсис Лоуренс                     |
| 2001 | «Waiting»                           | Марк Уэбб                           |
| 2001 | «Macy’s Day Parade»                 | Марк Кор                            |
| 2004 | «American Idiot»                    | Сэмюэл Байер                        |
| 2004 | «Boulevard of Broken Dreams»        | Сэмюэл Байер                        |
| 2005 | «Holiday»                           | Сэмюэл Байер                        |
| 2005 | «Wake Me Up When September Ends»    | Сэмюэл Байер                        |
| 2005 | «Jesus of Suburbia»                 | Сэмюэл Байер                        |
| 2006 | «The Saints are Coming» с U2        | Крис Милк                           |
| 2007 | «Working Class Hero»                | Сэмюэл Байер                        |
| 2009 | «Know Your Enemy»                   | Мэтью Каллен                        |
| 2009 | «21 Guns»                           | Марк Уэбб                           |
| 2009 | «East Jesus Nowhere»                | Крис Даген и М. Дуглас Сильверстейн |
| 2009 | «21st Century Breakdown»            | Марк Уэбб                           |
| 2010 | «Last of the American Girls»        | Марк Уэбб                           |

## Комментарии
- А ↑  Чарт Hot 100 Airplay[89].
- Б ↑  Сингл не пробился в Billboard Hot 100, поэтому указано место в Bubbling Under Hot 100 Singles[89].
- В ↑  Сингл не выпускался на физическом носители, а был доступен для скачивания в интернете.
- Г ↑  Совместная версия с актёрами мюзикла из American Idiot: The Original Broadway Cast Recording